# ۱۱ مارس

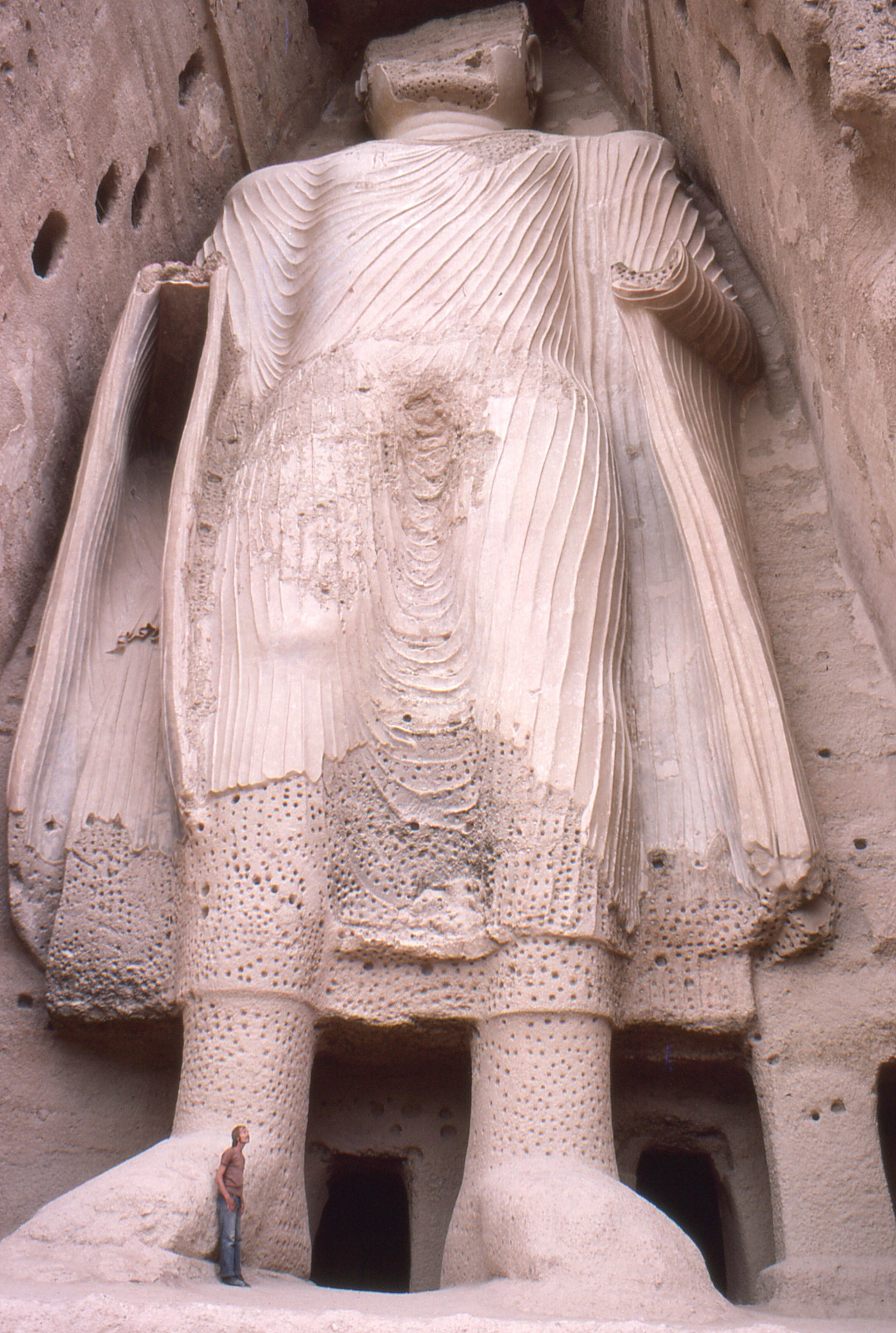
تندیس بودای کوچک (۳۸ متر) در سال ۱۹۷۷ (قبل از آنکه توسط طالبان در سال ۲۰۰۱ تخریب شود)، سدهٔ دوم پس از میلاد، بامیان، مرکز افغانستان

۱۱ مارس در تقویم گرگوری، هفتاد و یکمین (در سال‌های کبیسه هفتادمین) روز سال است. ۲۹۵ روز تا پایان سال باقی است.

## درگذشتگان
- ۱۹۵۰ ، هاینریش مان ، نویسنده
- ۱۹۰۸ - ادموندو ده آمیچیس، نویسنده

## رویدادها
- ۲۰۰۱ - تخریب تندیس‌های بودا در بامیان توسط رژیم طالبان در افغانستان[۱]

## مناسبت‌ها
سال نو ترکمنی

## زادروزها
- ۱۹۴۳ - غانم الصالح، بازیگر کویتی. [۲]